# Korsischer Ziest
Der Korsische Ziest (Stachys corsica) ist eine Pflanzenart aus der Gattung der Zieste (Stachys) innerhalb der Familie der Lippenblütengewächse (Lamiaceae).

## Beschreibung

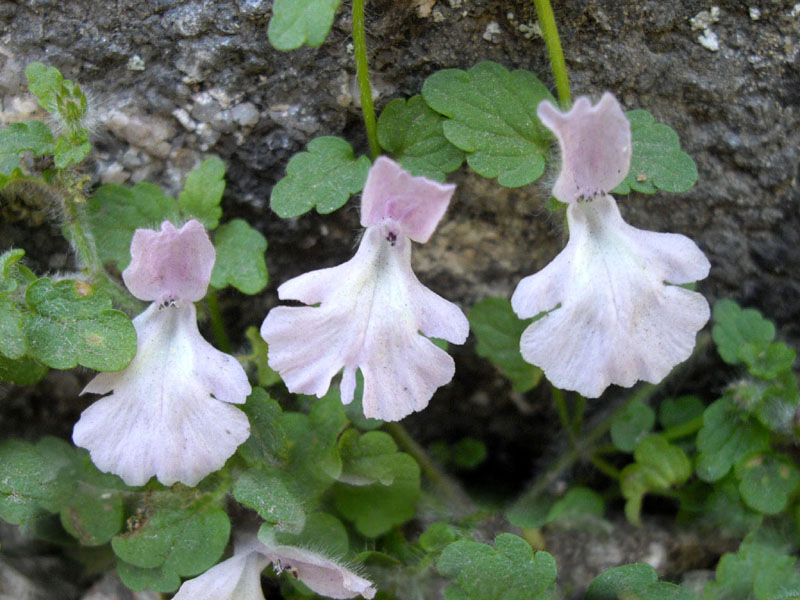
Zygomorphe Blüten

### Vegetative Merkmale
Der Korsische Ziest ist eine zweijährige bis mehrjährige krautige Pflanze, die Wuchshöhen von 5 bis 40 Zentimetern erreicht. Der dünnen Stängel sind kahl und niederliegend.
Die einfachen Laubblätter sind rundlich bis eiförmig-rundlich mit drei bis sieben Einkerbungen.

### Generative Merkmale
Die Blütezeit reicht von April bis November. Die Blüten stehen einzeln oder zu zweit einseitswendig im Scheinquirl. Die zwittrigen Blüten sind zygomorph und fünfzählig mit doppelter Blütenhülle. Der Kelch ist abstehend behaart mit bedornten Kelchzähnen. Die weiße, rosa- oder purpurfarbene Krone, mit ausgerandeter oder zweispaltiger Oberlippe, ist 10 bis 12 Millimeter lang.
Die Chromosomenzahl beträgt 2n = 18.

## Vorkommen
Der Korsische Ziest kommt nur in der Bergen auf den Inseln Korsika und Sardinien vor.
Standorte sind meist feuchte Felsspalten.

## Taxonomie
Die Erstbeschreibung von Stachys corsica erfolgte 1806 durch Christiaan Hendrik Persoon in Synopsis Plantarum, 2, Seite 124.